# Ruslan Nurudinov
Ruslan Nurudinov (n. 24 noiembrie 1991, Andijan, Uzbekistan) este un halterofil ce a reprezentat Uzbekistan, medaliat olimpic. A participat la 2 ediții ale Jocurilor Olimpice (2012, 2016) în care a câștigat o medalie de aur.